# Geocharis grandolensis
Geocharis grandolensis – gatunek chrząszcza z rodziny biegaczowatych i podrodziny Trechinae.

## Taksonomia
Gatunek ten został opisany w 2000 roku przez Artura R. M. Serrano i Carlosa A. S. Aguiara

## Opis
Chrząszcz bezoki i bezskrzydły. Górna część pokryw z dwiema parami szczecinek: przednią i tylną. Wewnętrzna krawędź tylnych ud ząbkowana. Środkowy płat edeagusa mniej lub bardziej ścięty, kończący się na błoniastej części torebki wewnętrznej wraz ze spiralnym sklertem. Lewa paramera z trzema szczecinkami wierzchołkowymi.

## Rozprzestrzenienie
Gatunek palearktyczny, endemiczny dla Półwyspu Iberyjskiego, gdzie wykazany został z Portugalii i Hiszpanii.